# Johan Jansen
Johan Jansen (* 7. Februar 1989 in Terschuur) ist ein niederländischer Fußballtorhüter.

## Karriere
Jansen spielte in der Jugend für die Terschuurse Boys, SDV Barneveld und NAC Breda. In Breda wurde er in der Saison 2007/2008 in das Eredivisie-Team befördert und gab sein Debüt am 20. April 2008 gegen NEC Nijmegen. Am 25. Juni 2010 verließ er Breda und wechselte zum Almere City FC. Am 7. Februar 2011 unterschrieb er einen Vertrag bei Gelders Veenendaalse Voetbal Vereniging. Im Dezember 2011 zog er mit seinem Verein in das Viertelfinale des KNVB-Pokals ein.